# NGC 5445
NGC 5445 é uma galáxia lenticular (S0) localizada na direcção da constelação de Canes Venatici. Possui uma declinação de +35° 01' 29" e uma ascensão recta de 14 horas, 03 minutos e 31,3 segundos.
A galáxia NGC 5445 foi descoberta em 1 de Maio de 1785 por William Herschel.